# Hendrina Wouters
Hendrina Wouters, född 1718 i Doetinchem, död 17 december 1746 i Amsterdam, var en dömd holländsk mördare, svaranden i ett berömt och uppmärksammat mordfall. 
Hon var gift med Casper Schuurveld, anställd hos en vinhandlare, och hade två söner. I oktober 1746 hittades bagaränkan Tomme mördad i Amsterdam. Wouters arresterades angiven av Tommes piga och överbevisades om att ha begått ett rånmord på Tomme. Wouters avrättades genom stegling, en metod som annars sällan användes på kvinnor och som då blivit sällsynt i Amsterdam. Fallet var mycket uppmärksammat på sin tid. 